# رمکو کامپرت
رمکو کامپرت، (به هلندی: Remco Wouter Campert)‏ (۱۹۲۹—درگذشتهٔ ۴ ژوئیهٔ ٢٠٢٢) نویسنده و شاعر هلندی.

## زندگی
Remco Wouter Campert شاعر و نویسنده. از نسل نویسندگان معروف به پنجاهی‌ها (دههٔ پنجاه میلادی). او در سال ۱۹۲۹ در شهر لاهه متولدشد. فرزند نویسنده و شاعر Jan Campert و بازیگر Joekie Broedelet بود. وقتی که سه ساله بود پدر و مادر او از هم جداشدند، و او تا مدتی با پدربزرگ و مادربزرگ خود زندگی می‌کند. پدر او در سال ۱۹۴۳ در اردوگاه کار اجباری نازی‌ها در Neuengamme درگذشت. Remco سپس با مادرش زندگی می‌کند. بعد آن‌ها در سال ۱۹۴۵ به آمستردام پس از جنگ جهانی دوم نقل مکان می‌کنند، پس از سه سال اقامت در شهر Epe.
در آمستردام، او تحصیلات متوسطه را گذراند و به نوشتن مقالات یا کشیدنِ نقاشی و کمیک استریپ برای روزنامهٔ مدرسه روآورد و بعدها اوقات خود را بیشتر در سینما و کلوب‌های‌های جَز یا میخانه میگذراند، به نحوی که پیش از موعد مدرسه را ترک کرد. او در ۱۹۵۰ با یکی از دوستان مدرسه، نشریهٔ Braak را منتشر کرد.
رمکو کامپرت در طی سالیان آینده چندبار ازدواج کرد، از جمله یا یک زن نویسنده، یا زوج عوض کرد. با آن‌ها در آمستردام، آنتورپن (بلژیک) و پاریس سکونت گزید. حتا صاحب دو فرزند شد اما این هم او را به ازدواج پایبند نکرد. پیش از موفقیت ادبی اش مدتی برای گذران زندگی به کارهای دیگر از جمله ویرایش متون تجاری و ترجمه رو آورد.
تا دههٔ ۱۹۷۰، او بیشتر شعر می‌سرودو کم داستان نوشته بود. اما بعد داستانسرایی را با جدیت بیشتر دنبال کرد. Somberman's actie را در ۱۹۸۵ نوشت. یکی از پرفروش‌ترین رمانهای او Het leven is vurrukkulluk' است که آن را در برنامهٔ رادیویی روخوانی هم کرده.
کتابشناسی:
برای مشاهدهٔ فهرست آثار او به لینک صفحهٔ انگلیسی یا هلندی رمکو کامپرت در ویکی‌پدیا نگاه کنید. 

## در فارسی
- مفقود شدن برچه، س، ترجمهٔ نسیم خاکسار در مجموعهٔ داستان کوتاه جلد چهارم
- یه واموندهٔ تن لش Een ellendige nietsnut، مجموعه داستان کوتاه در دست ترجمه توسط رامین فراهانی